# Węgierskie Muzeum Narodowe
Węgierskie Muzeum Narodowe (Magyar Nemzeti Múzeum) – największe muzeum na Węgrzech, zbudowane w latach 1837–1847 według projektu architekta Mihálya Pollacka. Muzeum mieści się przy ulicy Múzeum Körút 14-16 w Budapeszcie. W budynku mieści się Państwowe Muzeum Historyczne, Państwowa Biblioteka im. Széchényiego oraz Państwowe Muzeum Przyrodnicze.

## Historia
Muzeum powstało z inicjatywy hrabiego Ferenca Széchényiego (1754–1820), który podarował w 1802 swoje zbiory sztychów, rękopisów map i monet, tworząc zalążek Muzeum Narodowego i Biblioteki Narodowej, nazwanej później jego imieniem. 15 marca 1848 roku poeta Sándor Petőfi stanął na schodach przed neoklasycznym portykiem by zadeklamować tłumom swoją Pieśń Narodową. Był to początek buntu przeciw dominacji Habsburgów, który spowodował wybuch wojny o niepodległość. Muzeum stało się symbolem wolności narodowej, co roku obchodzi się rocznicę tego wydarzenia.

## Zbiory

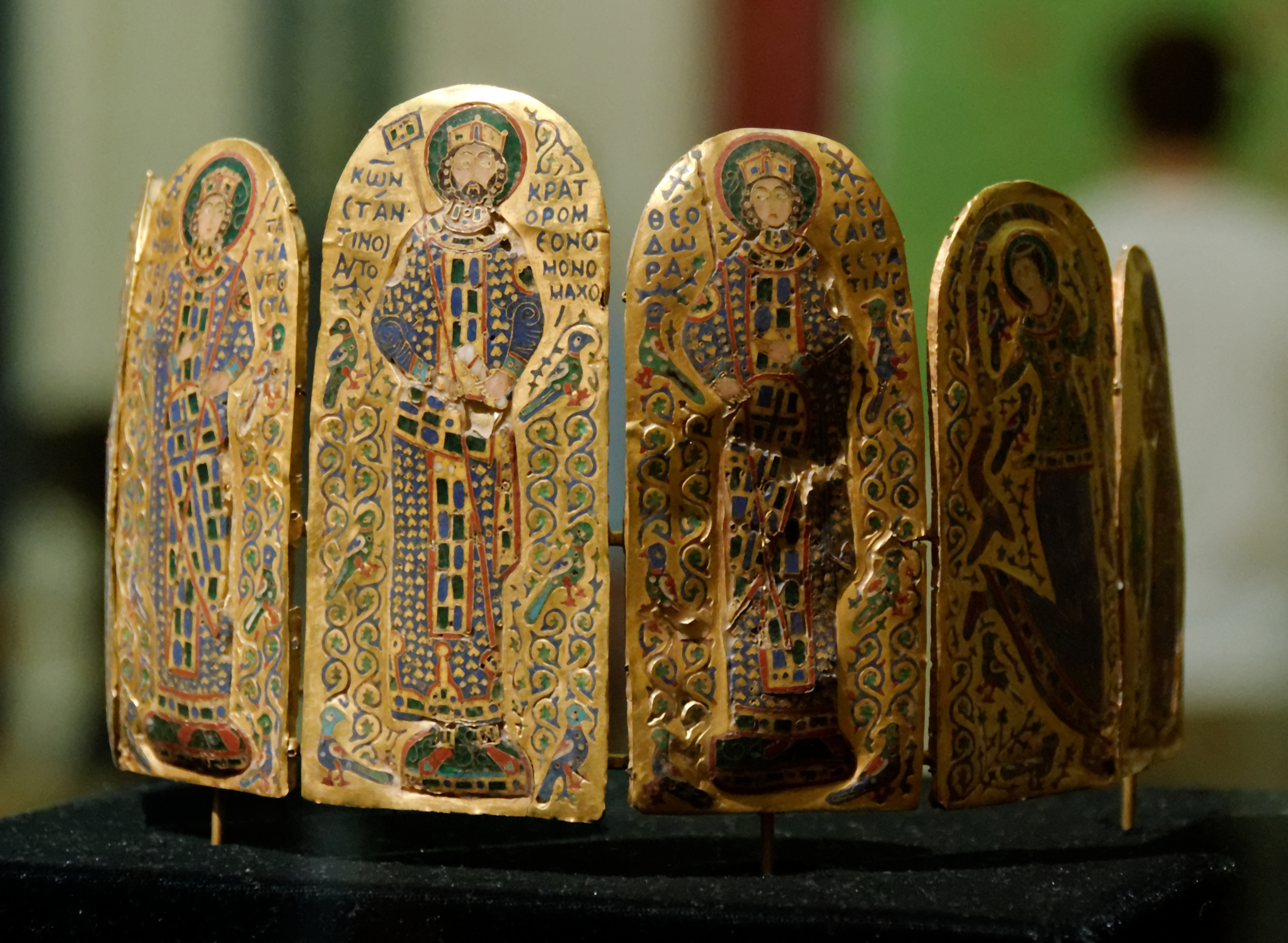
Korona Konstantyna IX Monomacha (XI w.)

Do środka prowadzi portyk ozdobiony rzeźbami Rafaela Montiego. Główny hol pokrywają freski autorstwa Móra Thana i Károlya Lotza. Na piętrze w przykrytym kopułą holu, część posadzki tworzy rzymska mozaika z III wieku.
Wśród wystaw można znaleźć zabytki dotyczące Awarów i okresu panowania Habsburgów, wiele rękopisów i reliktów z drugiego tysiąclecia oraz eksponaty związane z okresem komunistycznym.
Jednym z najcenniejszych okazów jest płaszcz koronacyjny św. Stefana. W muzeum przechowywano dziecięcą zbroję króla Polski Zygmunta Augusta (niegdyś łączoną błędnie z Ludwikiem Jagiellończykiem). Był to prezent od Ferdynanda I Habsburga w związku z zaręczynami z jego córką Elżbietą Habsburżanką. W lutym 2021 r. zdecydowano o przekazaniu zabytku do zbiorów Zamku Królewskiego na Wawelu. 
W parku otaczającym Muzeum Narodowe znajduje się wiele pomników ku czci osób zasłużonych dla kultury węgierskiej, a także polonicum: odsłonięty w roku 1977 pomnik generała Józefa Wysockiego z napisem: „Ku pamięci Józefa Wysockiego (1809–1874), generała wojsk polskich, który w latach 1848-49, jako dowódca Legionu Polskiego walczył o wolność Węgier”.